# Richard Hamilton (cestista)
Richard Clay Hamilton, detto Rip (Coatesville, 14 febbraio 1978), è un ex cestista statunitense, professionista nella NBA.
Nel 2003, in seguito a ben tre fratture del naso, inizia a indossare una maschera protettiva. La maschera in plastica, che utilizzerà per il resto della sua carriera, è diventata il suo tratto distintivo.

## Carriera

### Università
Dal 1996 al 1999 gioca con i Connecticut Huskies (squadra di pallacanestro dell'University of Connecticut), allenati dal coach membro della Basketball Hall of Fame Jim Calhoun, vincendo il titolo NCAA nel 1999, ricevendo anche il premio di MVP delle finali e terminando l'annata con 24,2 punti di media a partita. Nel luglio dello stesso anno viene convocato dal coach Larry Brown nella Nazionale degli Stati Uniti in occasione dei Campionati Americani 1999 tenutisi a Porto Rico. Il torneo fu poi vinto dal Team USA battendo in finale il Canada, dopo aver sconfitto in semifinale l'Argentina di un giovane Ginóbili.

### NBA

#### Washington Wizards
Dichiaratosi eleggibile per il draft NBA del 1999, venne selezinato dai Washington Wizards al primo giro, con la 7ª scelta. Durante la sua stagione da rookie, partì come riserva della guardia titolare Mitch Richmond, e disputò 71 partite, di cui 12 in quintetto, mantenendo una media di 9,0 punti a partita anche se i Wizards vinsero solamente 29 partite senza qualificarsi per i playoff.
La stagione 2000-01 fu molto positiva per Hamilton, che spesso si trovò a giocare anche da ala piccola. Raddoppiò il numero di punti segnati (18,1) e aumentò le partite iniziate in quintetto: 42 su 78. Nonostante le buone prestazioni del numero 32, la franchigia della capitale peggiorò il suo rendimento, vincendo solo 19 partite e chiudendo la stagione al penultimo posto in Eastern Conference.
In estate, Michael Jordan, già presidente e proprietario della squadra, annunciò il suo secondo ritorno nel mondo del basket giocato, proprio in maglia Wizards. Oltre all'arrivo di Jordan, si registrò anche un cambio di guida tecnica: a sostituire Leonard Hamilton arrivò Doug Collins, ex allenatore proprio di Jordan ai Chicago Bulls a fine anni '80. L'inizio di stagione fu ottimo, ma a causa degli infortuni sia Jordan che Hamilton giocarono rispettivamente soltanto 60 e 63 partite, guidando i Wizards al 10º posto nella Conference. A livello personale Hamilton consolidò il suo ruolo di guardia titolare della squadra, con 57 apparizioni dall'inizio su 63, la media punti segnati a partita fu di 20,0, gli assist 2,7 ed i rimbalzi 3,4. Oltre a ciò si classificò al secondo posto come miglior tiratore di tiri liberi della lega, con una percentuale di realizzazione dell'89%. Diventò anche testimonial del brand Jordan affiliato alla Nike.
Nel settembre 2002 i Wizards lo cedettero insieme a Hubert Davis e Bobby Simmons ai Detroit Pistons in cambio di Jerry Stackhouse, Brian Cardinal e Ratko Varda.

#### Detroit Pistons

##### 2002-2003: la prima stagione
A Detroit si ritrovò in una squadra reduce da una buona stagione, terminata in semifinale di Conference contro i Boston Celtics, dopo aver conquistato la post season con 50 vittorie e 32 sconfitte nella stagione regolare, guidati dal coach Rick Carlisle e da Ben Wallace, vincitore del premio di difensore dell'anno. Per la stagione 2002-2003 i Pistons acquistarono anche il playmaker Chauncey Billups e presero al draft l'ala piccola Tayshaun Prince. Hamilton scese in campo in tutte le 82 partite e sempre da titolare, risultando il miglior realizzatore della squadra con 19,7 punti di media sommati al record personale di rimbalzi a partita: 3,9. La squadra si classificò al primo posto nella Eastern Conference, con 50 vittorie e 32 sconfitte, ed incontrò al primo turno gli Orlando Magic della superstar Tracy McGrady. Inaspettatamente, dopo gara-4 i Magic si trovarono a condurre la serie per 3-1, ma i Pistons, guidati da Hamilton e Billups, vinsero tre partite di fila, tra cui la critica gara-7 giocata in casa e vinta per 108-93. In semifinale di Conference trovarono i Philadelphia 76ers, che sconfissero per 4-2 dopo che fino al 2-2 entrambe le squadre avevano riportato solo vittorie in trasferta. I Pistons arrivarono dunque in finale di Conference, per la prima volta dal 1991, e trovarono come avversari i più freschi ed esperti New Jersey Nets, che si erano agevolmente sbarazzati dei Milwaukee Bucks e dei Boston Celtics. Dopo aver vinto le prime due partite giocate a Detroit con uno scarto minimo,  i più rodati Nets sfruttarono il fattore casalingo per chiudere la serie 4-0 e raggiungere le finali, poi perse contro i San Antonio Spurs. Hamilton terminò la post season con 22,5 punti di media (record personale) e 2,6 assist, confermando i 3,9 rimbalzi ottenuti nella regular season e tirando i liberi con il 90,6% di percentuale realizzativa.

##### 2003-2004: il Titolo

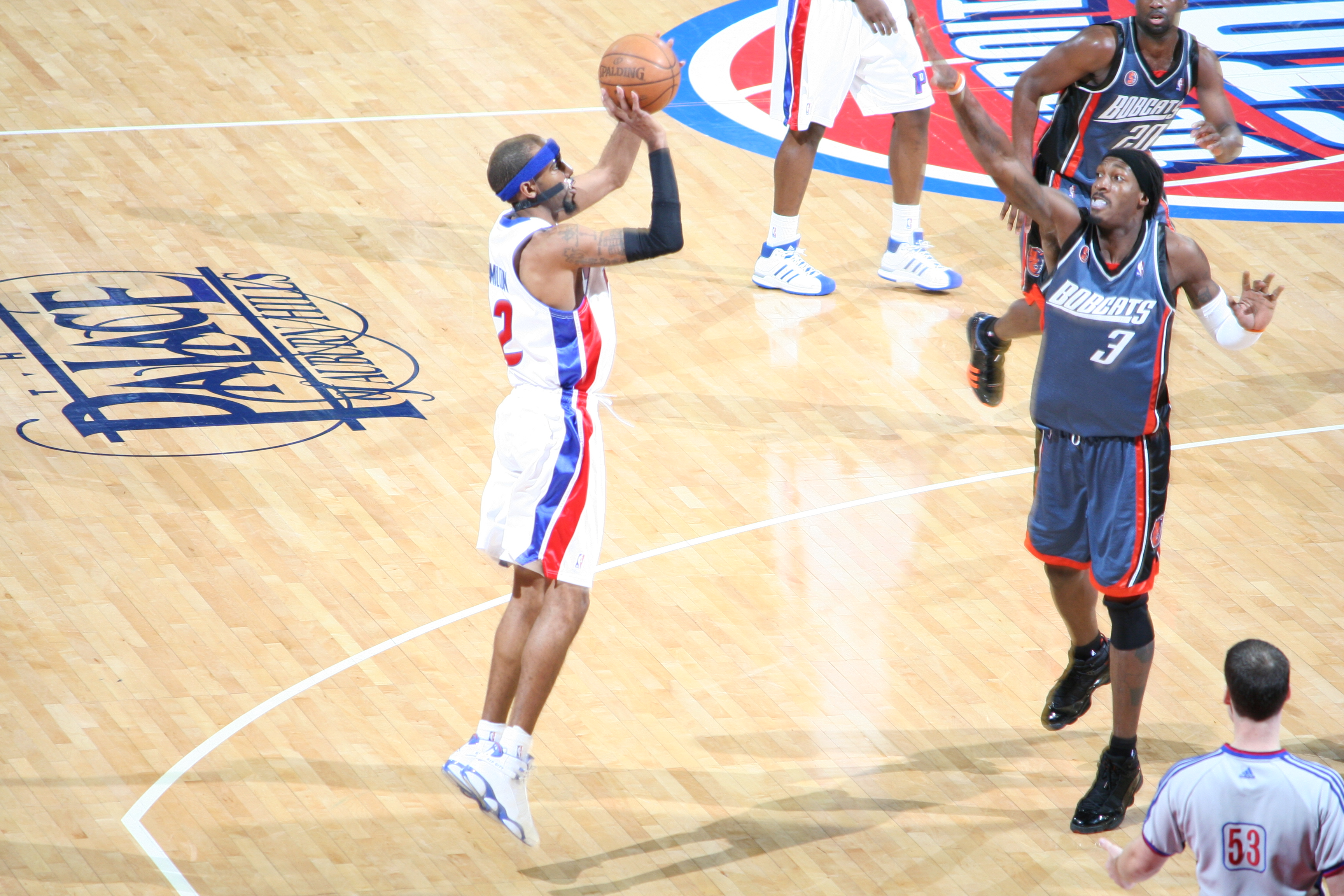
Rip Hamilton effettua un tiro dalla media distanza contro i Charlotte Bobcats, nel 2009, contrastato da Gerald Wallace.

Durante la stagione 2003-2004 si fratturò il naso, per ben due volte, come già gli era capitato una volta nel 2002, e dunque gli venne consigliato di indossare una maschera protettiva, per evitare più seri interventi di ricostruzione nasale. I Pistons cambiarono allenatore: Rick Carlisle passò agli Indiana Pacers e venne ingaggiato Larry Brown, sotto la guida del quale si classificarono al secondo posto nella Eastern Conference, con 54 vittorie e 28 sconfitte, e negli ultimi mesi firmarono l'ala-pivot, due volte All-Star Rasheed Wallace, che fece fare il definitivo salto di qualità alla squadra, completando il quintetto base, che a quel punto comprendeva oltre allo stesso Wallace, il play Billups, Hamilton come guardia, Prince ala piccola e Ben Wallace a completare il reparto lunghi.
Durante questa stagione segnò 17,6 punti a partita, risultando ancora una volta il top-scorer della squadra, e aggiunse alle sue statistiche anche 3,6 rimbalzi, 4,0 assist e 1,32 (record personale) palle rubate. Ai playoff Detroit trovò i Milwaukee Bucks, che eliminarono con un netto 4-1, per sfidare ancora una volta i New Jersey Nets, che avevano eliminato i New York Knicks con un secco 4-0. La rivincita della finale di Conference dell'anno precedente fu una serie molto tirata, caratterizzata dalla grande pressione difensiva e da bassi punteggi. Le squadre superarono quota 100 punti segnati solo in gara-5 giocata al Palace of Auburn Hills e terminata 120-127 per i Nets dopo 3 overtime. Con la serie sul 3-2 i Nets costrinsero i Pistons a vincere in New Jersey, in trasferta, e a risolvere la serie in gara-7 terminata con un netto 90-69 per la franchigia del Michigan. In finale di Conference gli avversari erano gli Indiana Pacers di Reggie Miller che avevano il miglior record della lega. Le grandi abilità difensive dei Pistons condizionarono ampiamente la serie, che prese la svolta decisiva quando in gara-5 Hamilton trascinò la squadra verso la vittoria in trasferta (65-83) mettendo a referto 33 punti. In gara 6, tra le mura amiche, i Pistons chiusero i conti vincendo 69-65. Detroit raggiunse le NBA Finals, 14 anni dopo il titolo dei bad boys del 1990. La finale vedeva come avversari i temibili Los Angeles Lakers, reduci dal three-peat ottenuto tra il 2000 ed il 2002. I gialloviola partivano con i favori del pronostico forti di un quintetto di superstar affermate come Gary Payton, Kobe Bryant, Derek Fisher, Karl Malone e Shaquille O'Neal, oltre a ciò avevano anche il vantaggio del fattore campo grazie ad un miglior record stagionale (56-26), ciò nonostante allo Staples Center di Los Angeles gara-1 fu dominata dai Pistons che vinsero per 87 a 75. I Lakers pareggiarono la serie in gara-2 grazie ad un canestro di Bryant sulla sirena, e alla vittoria ottenuta ai supplementari. Gara-3 fu la migliore per Hamilton a livello personale: segnò 11 tiri su 22, incluse 2 triple, per un totale di 31 punti. I Pistons vinsero di ben 20 punti, e bissarono il successo con l'affermazione anche in gara-4, nella quale Rip fu il migliore dei suoi per quanto riguarda gli assist, 6. Nella decisiva gara-5 i gialloviola tentarono di riportarsi sotto nella serie, ma l'intensità difensiva e l'efficienza offensiva dei rossoblù furono insuperabili: la partita si concluse 100-87, con 21 punti da Hamilton, e il titolo tornò a motown per la terza volta. Hamilton chiuse la post season con 21,5 punti, 4,2 assist, 4,6 rimbalzi e l'84,8% ai liberi.

##### 2004-2005: la sconfitta in finale

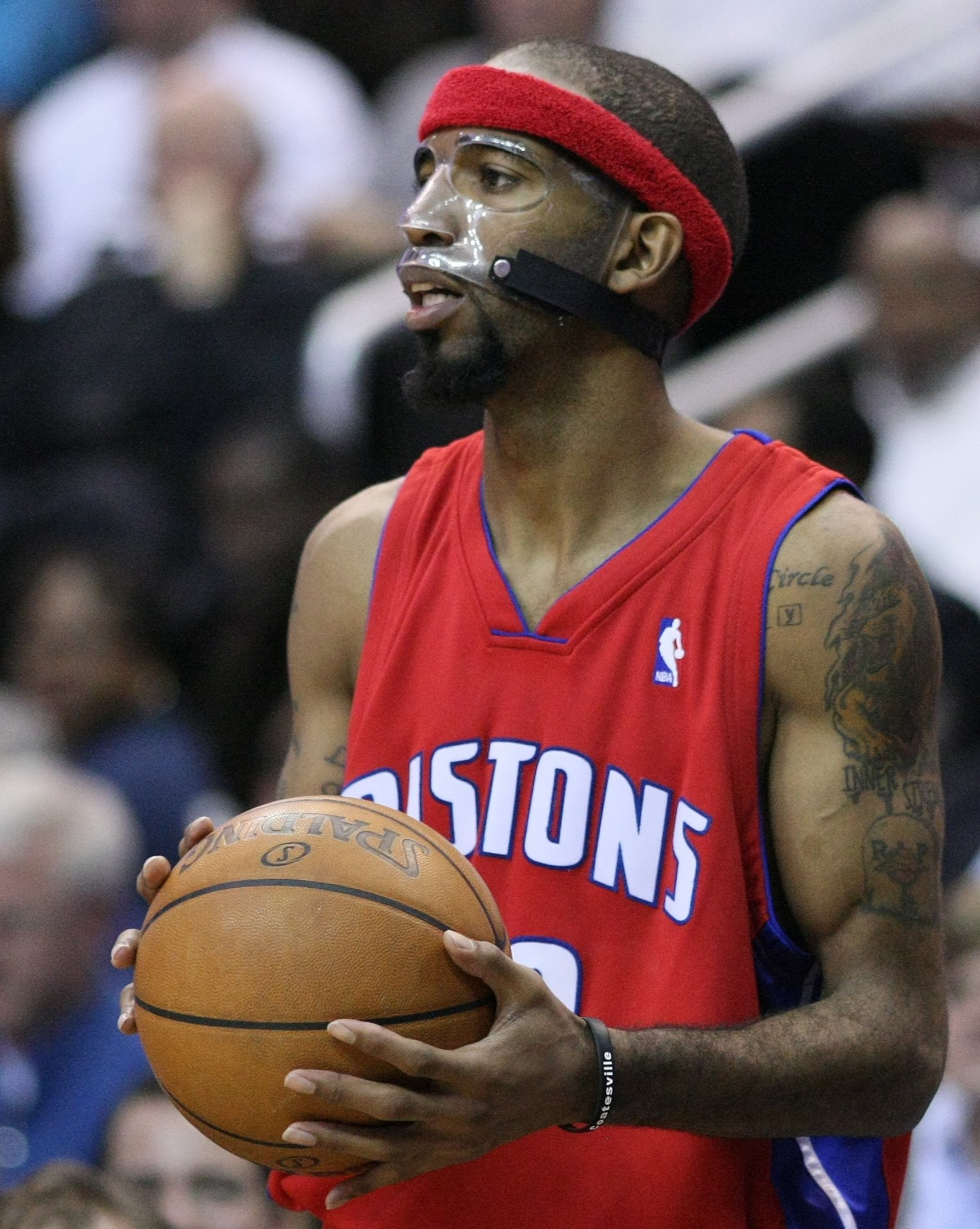
Richard Hamilton durante una partita.

Da campioni in carica i Pistons iniziarono la stagione 2004-05 con l'intenzione di replicare il successo dell'anno precedente, infatti chiusero la regular season al secondo posto nella loro Conference, con un record di 54-28, e Hamilton stesso si confermò su buoni livelli con 18,7 punti, 4,9 assist (record personale) e 3,9 rimbalzi di media in 76 partite. Hamilton ottenne anche un curioso record, infatti è l'unico giocatore ad essere stato il top scorer della squadra in una singola partita senza aver segnato canestri dal campo. Questo avvenne il 6 gennaio 2005, quando i Pistons persero 101-79 contro i Memphis Grizzlies e Hamilton fece registrare uno 0/10 dal campo, ma 14/14 ai liberi. Ai playoff i primi avversari furono i Philadelphia 76ers di Allen Iverson, che furono sconfitti per 4-1. Nelle semifinali incontrarono gli Indiana Pacers, sfidati in finale di conference l'anno precedente. Detroit vinse gara-1 con 28 punti di Hamilton, ma andò sotto nella serie perdendo le successive due partite. Tuttavia, trascinati da Billups in gara 4 e da Ben Wallace in gara-5, riuscirono a rimontare e poi a vincere per 4-2, chiudendo gara-6 sull'88-76 con 28 punti di Hamilton e 11 rimbalzi a testa per Ben e Rasheed Wallace. La finale a Est la giocarono contro i promettenti Miami Heat di Shaquille O'Neal, che nel frattempo aveva lasciato i Lakers, e della stella nascente Dwyane Wade, primi nella conference e nella lega, con 59 vittorie e 23 sconfitte. Le prime cinque partite furono molto combattute, e videro Miami condurre per 3-2, con Hamilton top scorer dei suoi in 4 delle 5 gare, con un massimo di 33 punti in gara-3. Gara-4 fu vinta dalla grande difesa dei Pistons, che costrinse gli Heat a segnare solo 66 punti, di cui 24 di Shaq. Portatisi sul 3-3 Detroit vinse la decisiva gara-7 all'American Airlines Arena di Miami per 88-82. Gli avversari in finale furono i San Antonio Spurs, guidati da coach Gregg Popovich e in campo da Tim Duncan, Tony Parker ed Emanuel Ginóbili. Con il fattore campo a favore, gli Spurs si portarono sul 2-0, ma i Pistons risposero vincendo due partite in casa e pareggiando la serie. La franchigia texana vinse gara-5 in trasferta, con un combattutissimo 96-95 dopo un overtime per portarsi sul 3-2. Detroit però riuscì ad imporsi alla sesta partita con 28 punti di Hamilton, portando la serie a gara-7, che fu vinta dagli Spurs per 81-74 guidati da un Tim Duncan da 25 punti e 11 rimbalzi. Le medie di Hamilton furono molto buone anche per quanto riguarda questi playoff: 20 punti di media, con 4,3 assist e 4,3 rimbalzi.

##### 2005-06, 2006-07, 2007-08: tre finali di Conference
Per la stagione 2005-2006 ci fu un cambio in panchina: a Larry Brown successe Flip Saunders, proveniente dai Minnesota Timberwolves e già allenatore all'All-Star Game 2004. Per Hamilton fu una grande annata, infatti mantenne una media realizzativa di 20,1 punti a partita, la migliore in carriera, e tenne la percentuale realizzativa da tre punti migliore della lega, con il 45,8%. I Pistons si piazzarono primi a Est con un record di 64-18 e Rip fu convocato per l'All-Star Game 2006, assieme al coach, a Billups e a Ben e Rasheed Wallace. Ai playoff eliminarono al primo turno i Milwaukee Bucks per 4-1, con 40 punti di Hamilton nella decisiva gara-5. In semifinale affrontarono i Cleveland Cavaliers della nuova star LeBron James. I giovani Cavs resero la serie particolarmente lunga e combattuta, che venne risolta solamente in gara-7, quando i più esperti Pistons si imporsero per 79-61. In finale di Conference arrivarono anche i Miami Heat, che riuscirono a "vendicare" la sconfitta dell'anno precedente, chiudendo la serie sul 4-2, guidati da un devastante Dwyane Wade. Hamilton chiuse la stagione con i 33 punti della sfortunata gara-6, e una media ai playoff di 20,4 punti, 2,7 assist e 2,9 rimbalzi. In estate i Chicago Bulls acquistarono Ben Wallace e le dinamiche di gioco dei Pistons subirono dunque notevoli variazioni.

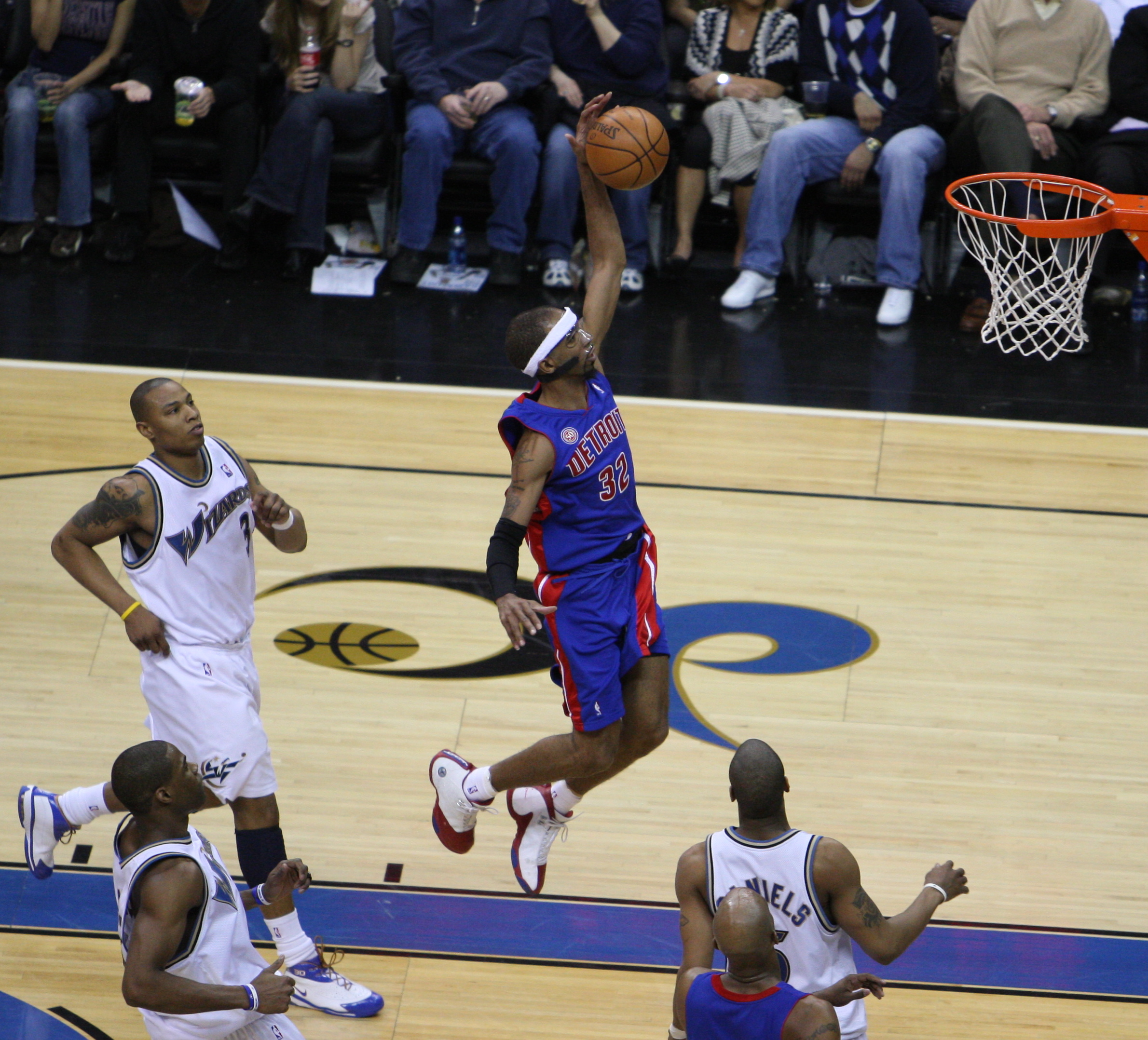
Richard Hamilton prima di una schiacciata contro i Washington Wizards nel 2008.

La stagione 2006-07 fu ugualmente positiva per i Pistons e per Hamilton che il 27 dicembre 2006 segnò il suo career-high di 51 punti, con 19/37 dal campo, nella sconfitta contro i New York Knicks per 151-145, dopo 3 supplementari, che però lo fece diventare il primo giocatore avversario a segnare almeno 50 punti al Madison Square Garden dopo Michael Jordan. Fu inoltre convocato all'All-Star Game 2007, anche grazie alla conferma delle sue ottime medie: 19,8 punti, 3,8 assist e 3,8 rimbalzi. I Pistons vinsero 53 partite classificandosi primi ad Est, e al primo turno dei playoff batterono gli Orlando Magic per 4-0. In semifinale affrontarono i Chicago Bulls dell'ex Ben Wallace, che sconfissero per 4-2. La finale la disputarono contro i Cleveland Cavaliers, guidati da LeBron James. Inizialmente i Cavs mantennero la serie sul 2-2, per poi vincere gara-5 in trasferta al Palace of Auburn Hills per 109-107 dopo due overtime, e completare l'opera in gara-6 chiudendo la serie sul 4-2. Per questa post season la media di Hamilton fu di 18,8 punti, 4,3 rimbalzi e 3,8 assist.
L'anno successivo i Pistons vinsero 59 partite, vincendo la Central Division e ottenendo il secondo posto a Est. Hamilton mantenne una media di 17,3 punti, 1 palla recuperata, 3,3 rimbalzi e 4,2 assist a partita. Partecipò per la terza volta consecutiva all'All-Star Game e per la prima volta alla Shooting Stars Competition e al Three-point Shootout, la gara del tiro da tre punti, poi vinta dal campione in carica Jason Kapono dei Toronto Raptors. I primi rivali ai play-off furono i Philadelphia 76ers, battuti 4-2, e successivamente gli Orlando Magic di Dwight Howard, sconfitti per 4-1. Segnando 32 punti in gara-5 e 31 in gara-6 contro i Magic Hamilton diventò il top scorer dei Pistons ai playoff, sorpassando una leggenda come Isiah Thomas. La finale si disputò contro i Boston Celtics di coach Doc Rivers e di Paul Pierce e Rajon Rondo, che quell'anno avevano aggiunto al proprio roster l'ala-pivot Kevin Garnett e il formidabile tiratore Ray Allen. La serie si concluse sul 4-2 per i Celtics, futuri campioni NBA, con Hamilton che fece registrare 21,6 punti, 1,4 palle rubate, 4,2 rimbalzi, 3,9 assist e il 91,1% ai liberi nei play-off.

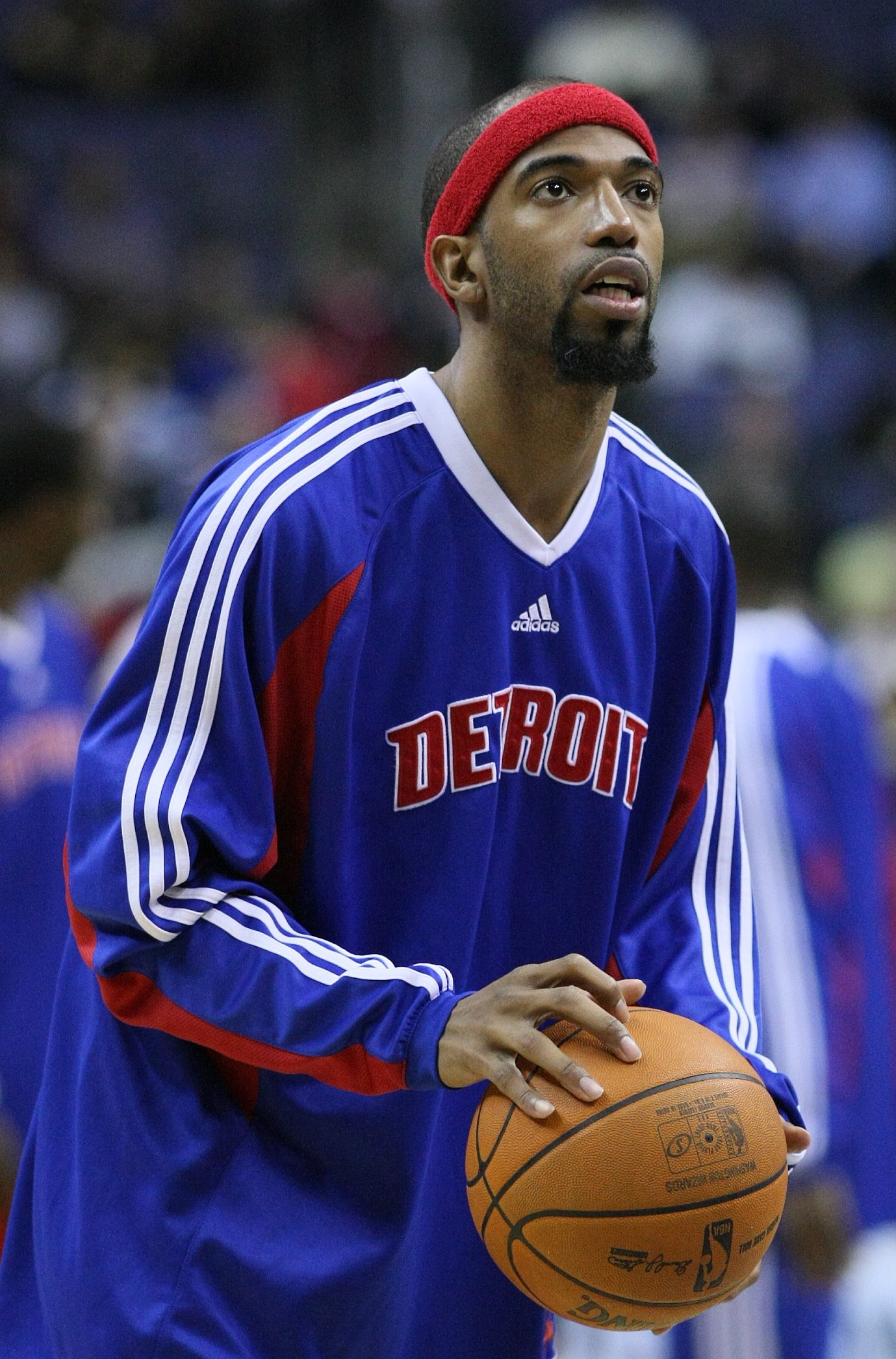
Hamilton si prepara per una partita

##### 2008-2011: gli ultimi tre anni a Detroit
Durante la stagione 2008-09 i Pistons scambiatono Chauncey Billups per Allen Iverson e nominarono head coach Michael Curry. Il 3 novembre 2008 Hamilton firmò un rinnovo triennale da 34 milioni di dollari (due anni garantiti più l'opzione per il terzo). In questa stagione segnò il record di punti realizzati da una riserva per i Detroit Pistons, ben 38 contro i Milwaukee Bucks, e realizzo anche il career-high di assit contro i Toronto Raptors, 16, il 13 marzo, nella vittoria per 99-95. La squadra chiuse con un record negativo di 39-43 a otto anni dall'ultimo. Riuscirono tuttavia a qualificarsi ai play-off con l'ottava posizione, ma furono sconfitti dai Cleveland Cavaliers per 4-0.
Nel 2009-10 giocò solamente 46 partite, mantenendo una media realizzativa di 18,1 punti, ma i Pistons nonostante il ritorno di Ben Wallace e l'arrivo in panchina di John Kuester, vice allenatore l'anno del titolo, non riuscirono a migliorare, ma anzi chiusero la stagione con un deludente 27-55, restando fuori dai playoff dopo 8 partecipazioni di fila.
L'anno successivo ebbe un rapporto alquanto complicato con il coach John Kuester, con alcuni litigi anche davanti a tutta la squadra durante gli allenamenti. A causa del loro difficile rapporto, in sei settimane Hamilton giocò soltanto 20 minuti in 24 partite, risultando non schierato per 23 delle 24. Nonostante il licenziamento del coach al termine della pessima stagione (30-52), i Pistons sciolsero Hamilton dal contratto attraverso l'amnesty clause nel dicembre 2011, rendendolo unrestricted freeagent.

#### Chicago Bulls
Appena libero firmò un contratto di due anni con opzione per il terzo con i Chicago Bulls per $15 milioni. Il primo anno, a causa degli infortuni, giocò soltanto 28 partite, ma tutte da titolare, per circa 25 minuti di media, con una media realizzativa di 11,6 punti. Nella stagione del lockout i Bulls ebbero il miglior record a Est (50-16), però nel primo turno dei playoff persero per infortunio il playmaker titolare Derrick Rose per venire poi battuti in sei partite dagli ottavi classificati, i Philadelphia 76ers.
La stagione successiva giocò 50 partite di cui 45 da titolare, con una media di 9,8 punti. I Bulls, senza Rose, si classificarono al quinto posto, superarono i Brooklyn Nets al primo turno vincendo 4-3 la serie, ma furono eliminati per 4-1 dai Miami Heat, campioni in carica e futuri vincitori. Il 10 luglio 2013 i Bulls decisero di non far valere la loro opzione per il terzo anno, rendendo Hamilton free agent.

### Ritiro
Il 26 febbraio 2015 durante il programma His & Hers su ESPN comunicò il suo addio ufficiale all'NBA, qualche mese dopo l'infortunio al piede rimediato nell'ottobre 2014, che lo convinse a concludere la sua carriera da giocatore.
Il 26 febbraio 2017 i Detroit Pistons ritirarono il suo numero 32.

## Vita privata
Il 31 ottobre 2007, ha avuto un figlio, Richard Clay Hamilton II, dalla fidanzata T.J. Lottie, cantante del gruppo R&B americano So Plush. L'11 luglio 2008 si sono sposati a Boca Raton, in Florida, alla presenza di numerosi ospiti speciali come Dwyane Wade, Rasheed Wallace, Chauncey Billups e Michael Jordan.
Nell'aprile 2009 ha intentato una causa contro l'ex manager Josh Nochimson, accusandolo di essersi appropriato di oltre 1 milione di dollari tra il 2003 ed il 2008 attraverso l'uso non autorizzato delle sue carte di credito.

## Statistiche
| † | Denota le stagioni in cui ha vinto il titolo |
| * | Primo nella lega                             |

### NCAA
| Anno       | Squadra       | PG  | PT | MP   | TC%  | 3P%  | TL%  | RP  | AP  | PRP | SP  | PP   |
| ---------- | ------------- | --- | -- | ---- | ---- | ---- | ---- | --- | --- | --- | --- | ---- |
| 1996-1997  | UConn Huskies | 32  | -  | 30,6 | 38,6 | 37,6 | 78,4 | 4,3 | 2,8 | 1,3 | 0,3 | 15,9 |
| 1997-1998  | UConn Huskies | 37  | -  | -    | 44,0 | 40,4 | 84,3 | 4,4 | 2,4 | 1,5 | 0,2 | 21,5 |
| 1998-1999† | UConn Huskies | 34  | -  | 32,1 | 44,3 | 34,7 | 83,3 | 4,8 | 2,7 | 1,2 | 0,3 | 21,5 |
| Carriera   | Carriera      | 103 | -  | 31,4 | 42,6 | 37,8 | 82,6 | 4,5 | 2,6 | 1,3 | 0,3 | 19,8 |

### NBA

#### Regular season
| Anno       | Squadra         | PG  | PT  | MP   | TC%  | 3P%   | TL%  | RP  | AP  | PRP | SP  | PP   |
| ---------- | --------------- | --- | --- | ---- | ---- | ----- | ---- | --- | --- | --- | --- | ---- |
| 1999-2000  | Wash. Wizards   | 71  | 12  | 19,3 | 42,0 | 36,4  | 77,4 | 1,8 | 1,5 | 0,4 | 0,1 | 9,0  |
| 2000-2001  | Wash. Wizards   | 78  | 42  | 32,3 | 43,8 | 27,4  | 86,8 | 3,1 | 2,9 | 1,0 | 0,1 | 18,1 |
| 2001-2002  | Wash. Wizards   | 63  | 57  | 35,0 | 43,5 | 38,1  | 89,0 | 3,4 | 2,7 | 0,6 | 0,2 | 20,0 |
| 2002-2003  | Detroit Pistons | 82  | 82  | 32,2 | 44,3 | 26,9  | 83,3 | 3,9 | 2,5 | 0,8 | 0,2 | 19,7 |
| 2003-2004† | Detroit Pistons | 78  | 78  | 35,5 | 45,5 | 26,5  | 86,8 | 3,6 | 4,0 | 1,3 | 0,2 | 17,6 |
| 2004-2005  | Detroit Pistons | 76  | 76  | 38,5 | 44,0 | 30,5  | 85,8 | 3,9 | 4,9 | 1,0 | 0,2 | 18,7 |
| 2005-2006  | Detroit Pistons | 80  | 80  | 35,3 | 49,1 | 45,8* | 84,5 | 3,2 | 3,4 | 0,7 | 0,2 | 20,1 |
| 2006-2007  | Detroit Pistons | 75  | 75  | 36,8 | 46,8 | 34,1  | 86,1 | 3,8 | 3,8 | 0,8 | 0,2 | 19,8 |
| 2007-2008  | Detroit Pistons | 72  | 72  | 33,7 | 48,4 | 44,0  | 83,3 | 3,3 | 4,2 | 1,0 | 0,1 | 17,3 |
| 2008-2009  | Detroit Pistons | 67  | 51  | 34,0 | 44,7 | 36,8  | 84,8 | 3,1 | 4,4 | 0,6 | 0,1 | 18,3 |
| 2009-2010  | Detroit Pistons | 46  | 46  | 33,7 | 40,9 | 29,7  | 84,6 | 2,7 | 4,4 | 0,7 | 0,1 | 18,1 |
| 2010-2011  | Detroit Pistons | 55  | 39  | 27,2 | 42,9 | 38,2  | 84,9 | 2,3 | 3,1 | 0,7 | 0,1 | 14,1 |
| 2011-2012  | Chicago Bulls   | 28  | 28  | 24,9 | 45,2 | 37,0  | 78,4 | 2,4 | 3,0 | 0,4 | 0,0 | 11,6 |
| 2012-2013  | Chicago Bulls   | 50  | 45  | 21,8 | 42,9 | 30,8  | 85,7 | 1,7 | 2,4 | 0,5 | 0,1 | 9,8  |
| Carriera   | Carriera        | 921 | 783 | 32,1 | 44,9 | 34,6  | 85,2 | 3,1 | 3,4 | 0,8 | 0,1 | 17,1 |
| All-Star   | All-Star        | 3   | 0   | 15,3 | 45,8 | 50,0  | -    | 2,0 | 1,3 | 0,0 | 0,0 | 7,7  |

#### Play-off
| Anno     | Squadra         | PG  | PT  | MP   | TC%  | 3P%  | TL%  | RP  | AP  | PRP | SP  | PP   |
| -------- | --------------- | --- | --- | ---- | ---- | ---- | ---- | --- | --- | --- | --- | ---- |
| 2003     | Detroit Pistons | 17  | 17  | 38,8 | 44,2 | 33,3 | 90,6 | 3,9 | 2,6 | 0,8 | 0,1 | 22,5 |
| 2004†    | Detroit Pistons | 23  | 23  | 40,2 | 44,7 | 38,5 | 84,8 | 4,6 | 4,2 | 1,2 | 0,0 | 21,5 |
| 2005     | Detroit Pistons | 25  | 25  | 43,2 | 45,3 | 29,4 | 79,8 | 4,3 | 4,3 | 0,8 | 0,1 | 20,0 |
| 2006     | Detroit Pistons | 18  | 18  | 38,3 | 41,3 | 35,0 | 85,1 | 2,9 | 2,7 | 0,9 | 0,3 | 20,4 |
| 2007     | Detroit Pistons | 16  | 16  | 39,9 | 42,9 | 40,0 | 86,5 | 4,3 | 3,8 | 0,9 | 0,1 | 18,8 |
| 2008     | Detroit Pistons | 17  | 17  | 38,6 | 47,0 | 30,8 | 91,1 | 4,2 | 3,9 | 1,4 | 0,5 | 21,6 |
| 2009     | Detroit Pistons | 4   | 4   | 38,5 | 35,6 | 20,0 | 90,0 | 2,8 | 5,0 | 1,3 | 0,3 | 13,3 |
| 2012     | Chicago Bulls   | 6   | 6   | 28,5 | 41,4 | 33,3 | 81,8 | 3,2 | 3,0 | 0,2 | 0,0 | 13,0 |
| 2013     | Chicago Bulls   | 4   | 0   | 17,0 | 37,0 | 42,9 | 75,0 | 0,8 | 1,3 | 0,3 | 0,5 | 6,5  |
| Carriera | Carriera        | 130 | 126 | 38,8 | 43,9 | 34,0 | 86,0 | 3,9 | 3,6 | 0,9 | 0,2 | 19,8 |

#### Massimi in carriera
- Massimo di punti: 51 vs New York Knicks (27 dicembre 2006)[26]
- Massimo di rimbalzi: 11 vs Orlando Magic (8 aprile 2005)
- Massimo di assist: 16 vs Toronto Raptors (13 marzo 2009)
- Massimo di palle rubate: 5 (2 volte)
- Massimo di stoppate: 3 (2 volte)
- Massimo di minuti giocati: 55 vs New York Knicks (27 dicembre 2006)

## Palmarès
- Campionato NBA: 1

Detroit Pistons: 2004

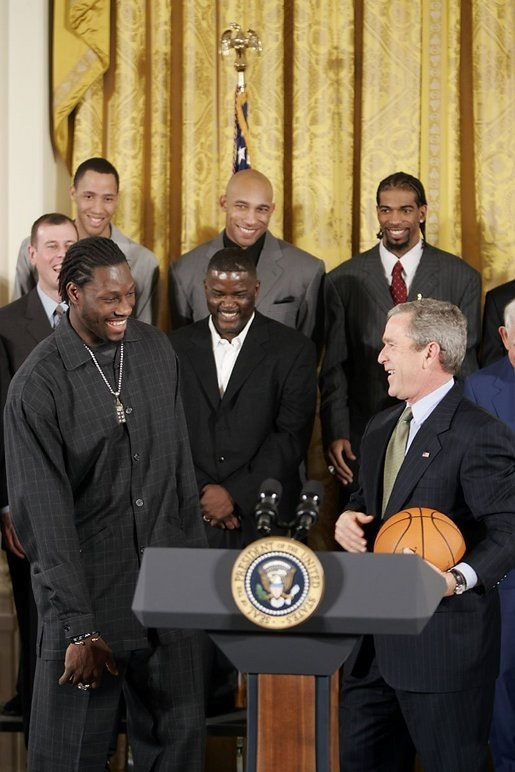
Rip Hamilton (in alto a destra) e i Detroit Pistons del 2004 ospiti di George W. Bush alla Casa Bianca

- McDonald's All-American Game (1996)
- Campione NCAA (1999)
- NCAA Final Four Most Outstanding Player (1999)
- NCAA AP All-America First Team (1999)
- NCAA AP All-America Second Team (1998)
- 3 volte NBA All-Star (2006, 2007, 2008)
- Migliore tiratore da tre punti NBA (2006)